# 焦短帶䲁
焦短帶䲁（學名：Plagiotremus azaleus），又稱焦橫口䲁，為輻鰭魚綱鳚形目䲁科短帶䲁屬的一種，分布於東太平洋，從加利福尼亞灣到祕魯海域, 包括加拉巴哥群島海域，深度2至23公尺，本魚體長形，頭無鬚，口下位，一條寬闊的棕色帶從吻部向內側延伸，穿過眼睛並沿著側腹，上方有一條狹窄的黃色到白色的條紋；背鰭呈黑色，邊緣呈藍白色；頭部和身體下部白色，體長可達10公分，棲息在沿岸淺水域，以管蟲空殼為巢，會擬態裂唇魚(Labroides dimidiatus)，趁機咬以其他魚類的皮和黏液為食，雌魚產附著性卵，雄魚有護卵行為，幼魚為浮游性，生活習性不明。